# A Momentary Lapse of Reason
A Momentary Lapse of Reason ist das elfte Studioalbum der britischen Rockband Pink Floyd. Es erschien 1987.

## Entstehung und Veröffentlichung

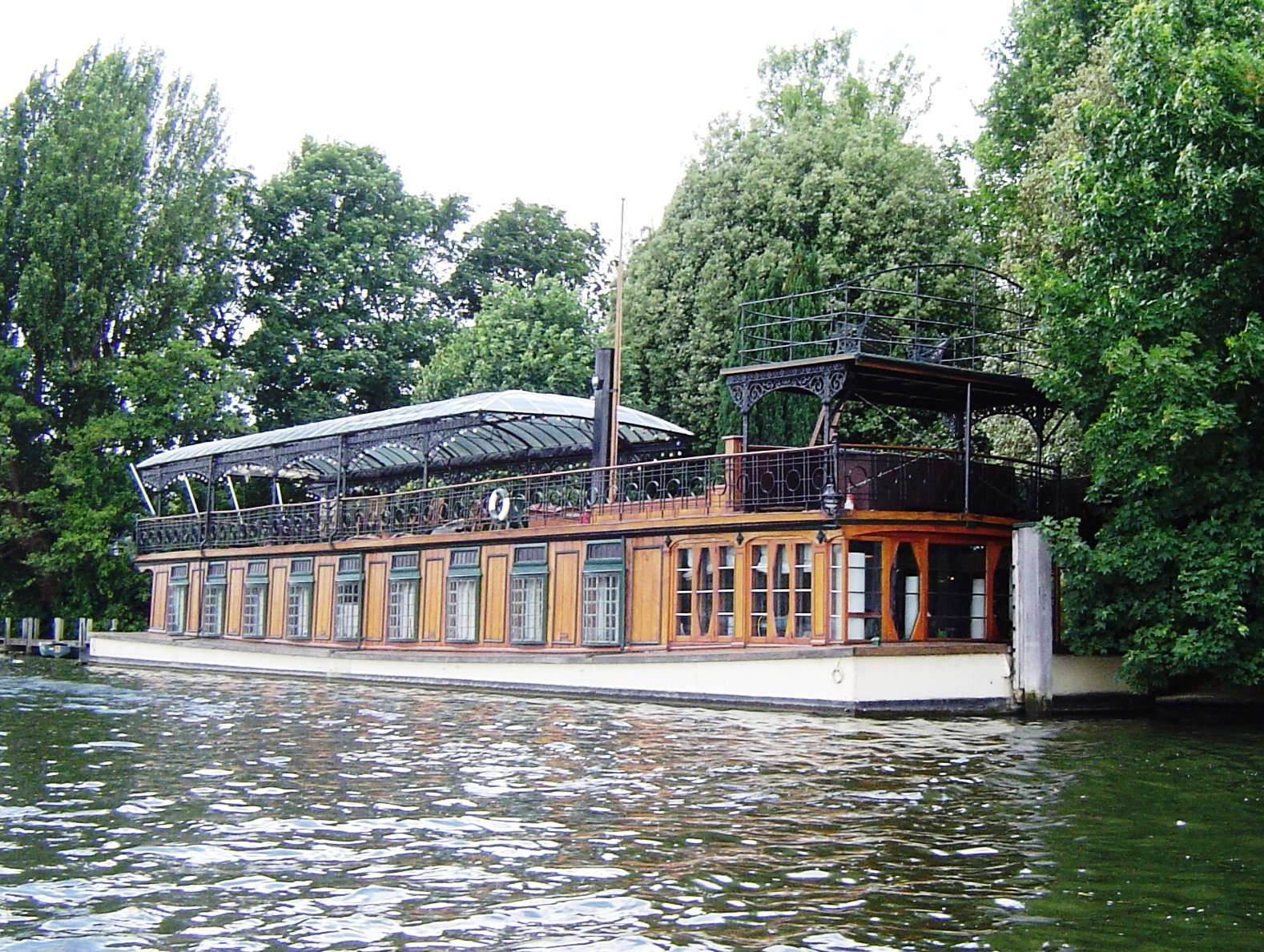
Astoria, in dem ein Großteil der Aufnahmen zu der Platte entstanden.

Der Titel ist ein Zitat aus dem auf dem Album enthaltenen Stück One Slip. Die Erstveröffentlichung erfolgte am 7. September 1987 als CD bei EMI im Vereinigten Königreich (Katalognummer: 48068 2). Einen Tag später erschien das Album als CD bei Columbia Records in den Vereinigten Staaten (Katalognummer: CK 40599). Das Album erschien in seiner Originalausführung als CD und LP mit zehn Titeln. Am 23. September 2011 erschien ein remastertes Digipak mit dem Bonustitel Round And Around (Katalognummer: 0289592).
Geschrieben und produziert wurden die Lieder von David Gilmour. Einige Lieder schrieb er alleine, einige in Zusammenarbeit mit Koautoren. Bei der Produktion erhielt er Unterstützung durch Bob Ezrin, der bereits bei The Wall zu den Produzenten gehörte. Das Frontcover wurde von Storm Thorgerson gestaltet. Es war das erste Album von Pink Floyd, nachdem die Anwälte des früheren Bassisten und Hauptsongwriters Roger Waters 1985 die Band (vergeblich) für aufgelöst erklärt hatten. Den Song Yet Another Movie hatte Gilmour Waters 1983 für The Final Cut vorgeschlagen (noch ohne Text), war aber auf Ablehnung gestoßen.
Sowohl bei Fans als auch bei Kritikern stand man dem Album anfangs sehr kritisch gegenüber, ging man durch das Ausscheiden von Waters doch von dem Verlust der treibenden kreativen Kraft bei Pink Floyd aus. Umso mehr war Gilmour entschlossen, nach dem enttäuschenden The Final Cut wieder ein „floydianisches“ Album zu präsentieren, und scheute sich trotz der anhaltenden gerichtlichen Auseinandersetzung mit Waters nicht, eigene finanzielle Mittel sowie diverse Koautoren und Gastmusiker einzusetzen, um dies zu erreichen. Ein zusätzlicher pikanter Umstand war die Mitarbeit von Ezrin an dem Album, erhob doch Waters den Vorwurf, dass Ezrin ihm (Waters) zuerst die Zusage gegeben habe, sein Album Radio K.A.O.S. zu produzieren.
Zu Beginn der Aufnahmen bestanden Pink Floyd nur aus Gilmour und dem letzten verbliebenen Gründungsmitglied, Nick Mason. Keyboarder Richard Wright, der 1979 am Ende der Produktion von The Wall von Roger Waters aus der Band gedrängt worden war, kehrte während der Aufnahmen für A Momentary Lapse of Reason zur Band zurück. Er spielt Keyboard u. a. bei Sorrow, wo auch sein Gesang im Hintergrund zu hören ist. Außerdem brachte er auf On the turning away ein Solo ein, das aber von Gilmour zuletzt wieder gestrichen wurde. Da Wright der Band zunächst nicht offiziell wieder beitrat, ist er in frühen Ausgaben des Albums als Gastmusiker aufgeführt. Auf der Tour zum Album wurde er jedoch wieder als vollwertiges Mitglied vermerkt. An den Aufnahmen waren viele erfahrene Studiomusiker beteiligt, die ihre Beiträge in Großbritannien und in Los Angeles einspielten.

## Titelliste
1. Signs of Life (Gilmour/Ezrin) – 4:24
2. Learning to Fly (Gilmour/Moore/Ezrin/Carin) – 4:53
3. The Dogs of War (Gilmour/Moore) – 6:05
4. One Slip (Gilmour/Manzanera) – 5:10
5. On the Turning Away (Gilmour/Moore) – 5:42
6. Yet Another Movie (Gilmour/Leonard) – 6:18
7. A New Machine (Part 1) (Gilmour) – 1:46
8. Terminal Frost (Gilmour) – 6:17
9. A New Machine (Part 2) (Gilmour) – 0:38
10. Sorrow (Gilmour) – 8:46

Auf dem Album sollte zunächst auch das Stück Peace Be With You erscheinen, das als versöhnliches Abschiedslied an Waters gedacht war. Letztendlich wurde es jedoch nicht veröffentlicht.
Bonustitel
1. Round and Around (Gilmour/Leonard) – 1:10

## Besetzung
- David Gilmour – Gitarre, Gesang, Keyboards und Sequenzer
- Nick Mason – Schlagzeug, Soundeffekte
- Richard Wright – Keyboard, Begleitgesang
- Tony Levin – Bass, Chapman Stick
- Bob Ezrin – Keyboards, Perkussion und Sequenzer
- Jim Keltner – Schlagzeug
- Steve Forman – Perkussion
- Jon Carin – Keyboards
- Tom Scott – Alt- und Sopran-Saxophon
- Scott Page – Tenorsaxophon
- Carmine Appice – Schlagzeug
- Patrick Leonard – Synthesizer
- Bill Payne – Hammond-Orgel
- Michael Landau – Gitarre
- John Helliwell – Saxophon
- Darlene Koldenhaven, Carmen Twillie, Phyllis St. James, Donnie Gerrard – Begleitgesang

## Rezensionen
William Ruhlmann verlieh dem Album in Allmusic lediglich zwei Sterne und schrieb, letztlich sei dies bis auf den Namen ein David-Gilmour-Soloalbum, das stark von der atmosphärischen Instrumentalmusik und dem Gilmour-Gitarrensound geprägt sei, die für Pink Floyd typisch waren, bevor dieser nach dem Ausscheiden von Roger Waters die Leitung übernahm, dem jedoch Waters‘ vereinende Vision und sein lyrisches Können fehlten. Kommerziell war das Album, im Unterschied zu Gilmours Soloveröffentlichungen, ein großer Erfolg, ebenso wie die anschließende Welttournee. Auch wenn dem Album letztlich anzumerken war, dass Waters als Gilmours Partner und Kontrahent fehlte (ebenso wie umgekehrt Waters’ Dominanz auf dem letzten gemeinsamen Album The Final Cut spürbar war), kann es im Rückblick als ein typisches, auf Hochglanz produziertes Werk der späten 1980er Jahre gelten. Bei vielen Fans ist das Album umstritten: Während die Rückkehr zu flächigen, sphärischen Sounds allgemein begrüßt wurde, bemängeln viele Kritiker und Fans Schwächen im Songmaterial. Gerade textlich gelten die Stücke von „A Momentary Lapse of Reason“ im Vergleich zu den Waters-dominierten Alben als enttäuschend. Titel wie Sorrow und Yet Another Movie werden allerdings von vielen Fans bis heute geschätzt.

## Kommerzieller Erfolg

### Chartplatzierungen
| ChartsChartplatzierungen       | Höchstplatzierung | Wochen |
| ------------------------------ | ----------------- | ------ |
| Deutschland (GfK)              | 2 (37 Wo.)        | 37     |
| Österreich (Ö3)                | 3 (24 Wo.)        | 24     |
| Schweiz (IFPI)                 | 2 (33 Wo.)        | 33     |
| Vereinigte Staaten (Billboard) | 3 (57 Wo.)        | 57     |
| Vereinigtes Königreich (OCC)   | 3 (35 Wo.)        | 35     |

| ChartsJahrescharts (1987) | Platzierung |
| ------------------------- | ----------- |
| Deutschland (GfK)         | 43          |
| Schweiz (IFPI)            | 22          |

| ChartsJahrescharts (1988) | Platzierung |
| ------------------------- | ----------- |
| Deutschland (GfK)         | 55          |

### Auszeichnungen für Musikverkäufe
| Land/Region                  | Auszeichnungen für Musikverkäufe (Land/Region, Auszeichnung, Verkäufe) | Verkäufe  |
| ---------------------------- | ---------------------------------------------------------------------- | --------- |
| Argentinien (CAPIF)          | Platin                                                                 | 60.000    |
| Australien (ARIA)            | Platin                                                                 | 70.000    |
| Deutschland (BVMI)           | Gold                                                                   | 250.000   |
| Frankreich (SNEP)            | Platin                                                                 | 300.000   |
| Italien (FIMI)               | Gold                                                                   | 25.000    |
| Kanada (MC)                  | 3× Platin                                                              | 300.000   |
| Neuseeland (RMNZ)            | 7× Platin                                                              | 140.000   |
| Niederlande (NVPI)           | Gold                                                                   | 50.000    |
| Norwegen (IFPI)              | Gold                                                                   | 50.000    |
| Österreich (IFPI)            | Gold                                                                   | 25.000    |
| Polen (ZPAV)                 | Gold                                                                   | 10.000    |
| Portugal (AFP)               | Gold                                                                   | 20.000    |
| Schweden (IFPI)              | Gold                                                                   | 50.000    |
| Schweiz (IFPI)               | 2× Platin                                                              | 100.000   |
| Spanien (Promusicae)         | Platin                                                                 | 100.000   |
| Vereinigte Staaten (RIAA)    | 4× Platin                                                              | 4.000.000 |
| Vereinigtes Königreich (BPI) | Gold                                                                   | 100.000   |
| Insgesamt                    | 9× Gold · 20× Platin ·                                                 | 5.625.000 |

Hauptartikel: Pink Floyd/Auszeichnungen für Musikverkäufe